# Epipedobates machalilla
Epipedobates machalilla (лат.) — вид лягушек из рода Epipedobates. От своих родственников данный вид отличается тем, что не является ядовитым.

## Описание
Epipedobates machalilla — стройная лягушка с длиной от начала до конца тела 14,4-16,0 мм у самцов и 15,0-17,6 мм у самок. Морда кажется закруглённой при виде сверху и выдающейся при виде в профиль. Их голова немного больше в длину, чем в ширину. Ноздри немного выступают в стороны. Барабанная полость маленькая и едва заметна. Передние конечности умеренно длинные с неперепончатыми пальцами. I палец длиннее II, бахрома на II пальце отсутствует. Концевые диски пальцев кажутся слегка расширенными. Задние конечности кажутся длинными и умеренно крепкими. Перепонки рудиментарны между пальцами III и IV пальцев. На пальцах отсутствуют боковые бахромы, а концевые диски слегка расширены. Дорсальная и вентральная поверхности гладкие.
Epipedobates machalilla можно отличить от других видов этого рода по его темно-кофейному цвету и неядовитости. Epipedobates mahallila внешне похож на Hyloxalus breviquartus, Hyloxalus cevallosi и Colostethys fugax тем, что все они имеют сплошные косые боковые полосы, неразмеченное брюхо и рудиментарные или отсутствующие перепонки между пальцами на стопе. Однако Epipedobates machallila отличается от Colostethus fugax тем, что немного крупнее и имеет Х-образную метку в лопаточной области. Epipedobates machalilla также отличается от Hyloxalus breviquartus и Hyloxalus cevallosi тем, что у самцов опухший третий палец на стопе.
В жизни Epipedobates machalilla выглядит бледно-оливково-коричневым на спинной поверхности и имеет тёмно-коричневую отметку X в области лопатки. Бока от тёмно-коричневого до чёрного. Верхняя губа кремово-жёлтая с розоватым оттенком. Косая боковая полоса либо кремово-жёлтая, либо белая с бледно-розоватыми пятнами, выступающими вперёд. Передние конечности бледно-оранжевые, а верхняя поверхность бледно-коричневая. Задние поверхности бёдер желтовато-оранжевые. В паховой области имеется дискретная оранжевая отметина. Брюшные поверхности кремового цвета. Радужка золотистого цвета. После фиксации дорсальные поверхности кажутся серыми с тёмно-коричневыми отметинами. Косая боковая полоса белая. На боках появляются чёрные полосы, идущие от кончика морды к паху. Верхняя губа белая. На бёдрах видны две белые полосы. Задняя поверхность бедра коричневая, украшена мелкими белыми пятнами. На тыльной поверхности пальцев имеются поперечные коричневые полосы. Существуют значительные географические различия; у некоторых экземпляров имеется узкая чёрная полоса посередине спины, а у некоторых экземпляров белая вентролатеральная полоса нечёткая. Другие варианты включают особей с небольшими рассеянными отметинами на горле и особей с двумя пятнами в подбородочной области. Когда E. machalilla была впервые описана в 1995 году, она была включена в род Colostethus. Таксономические пересмотры в 2006 году включили вид в род Epipedobates. Видовое название было дано виду в честь места, где его нашли — в Национальном Парке Мачалилья.

## Охранный статус и угрозы
Согласно Глобальной оценке амфибий МСОП, задокументированной в 2004 г., популяция Epipedobates machalilla сокращается и классифицируется как «находящаяся под угрозой исчезновения», поскольку популяция сократилась более чем на 30 % за 10 лет из-за значительной потери среды обитания по всему ареалу. Этот вид также является кандидатом на включение в список «Уязвимые» в Красном списке исчезающих видов МСОП. Основная прямая угроза для Epipedobates machalilla — обезлесение мест обитания в Эквадоре из-за расширения сельского хозяйства (земледелие, животноводство), лесозаготовок, разведки и эксплуатации невозобновляемых ресурсов, строительства новых дорог, гидроэлектростанций и плотин. Предполагается, что 95 % прибрежных лесов деградировали из-за таких преобразований в сельском хозяйстве и урбанизации. Некоторые из косвенных угроз для Epipedobates machalilla включают изменения температуры и расцвет человеческой популяции в Эквадоре. Из-за растущего населения растёт спрос на товары и услуги, использующие природные ресурсы Эквадора, которые также принадлежат Epipedobates machalilla. Из-за угроз Epipedobates machalilla была включена в Стратегический план сохранения земноводных в Эквадоре. Этот вид можно найти на общественных охраняемых территориях Национального Парка Мачалилья и на частных охраняемых территориях охраняемого леса Серро Бланко.

## Биология
Epipedobates machalilla можно найти в сухих и низинных районах лесов на западе Эквадора, особенно в провинциях Эль-Оро, Лос-Риос, Боливар, Гуаяс, Азогес и Манаби. Этот вид также наблюдался в сухих кустарниках и лиственных лесах в прибрежных районах, в тропических лесах Чоко и в лесах в западных предгорьях. Имеет диапазон высот от 10 до 515 м над уровнем моря. Он также был обнаружен в нарушенных местах обитания, таких как плантации бананов и какао. Также было замечено, что этот вид живёт в симпатрии с Hyloxalus awa в горах Маче-Чиндул в пределах хребта Кордильера-де-ла-Коста и с Hyloxalus infraguttatus в бассейне реки Чимбо и хребте Чонгон-Колонче.

### Размножение
Epipedobates machalilla имеет сложную систему спаривания, включающую головной амплексус и обычно происходящую на земле. В среднем 15 яиц размером 1,6 мм откладываются на землю или под сухие листья. После амплексуса самка уходит, а родительскую заботу обеспечивает самец, который вынашивает личинок и защищает развитие эмбрионов от других животных, проявляя агрессивное поведение. После вылупления головастиков, примерно через 19-20 дней после оплодотворения, самец переносит головастиков в небольшие водоёмы или берега рек, где происходит рост и метаморфоз. По сравнению с яйцами рода Dendrobates яйца Epipedobates machalilla самые маленькие и наименее пигментированные.

## Описание головастика
Общая длина 7,6 мм; тело умеренно угнетено. Высота примерно на две трети меньше ширины; рыло тупо закруглено сверху и включает боковые профили; ноздри примерно посередине между глазными яблоками и кончиком рыла: глаза направлены дорсолатерально, диаметр 0.4 мм; дыхальце левое; вентиляционная трубка короткая, иногда коническая, справа от брюшного плавника. Хвостовая мускулатура мощная, постепенно сужающаяся к кончику хвоста; брюшной плавник немного выше спинного: длина хвоста 63 % от общей длины, высота хвоста 15 % от общей длины, высота верхнего плавника 0,2 мм в середине хвоста; верхний плавник на хвосте не заходит на тело: высота брюшного плавника 0,3 мм в середине длины хвоста; кончик плавника закруглён. Оральный диск направлен вентрально, не зонтиковидный; ширина ротового диска 0,7 мм; формула зубного ряда 2/3: второй верхний ряд узко прерван медиально: первый и второй нижние ряды почти равны по длине верхним рядам; третий нижний ряд прерывистый, 23,5—24 слаборазвитых, короче остальных рядов: клюв тонкий, зазубренный; надклювье широко дугообразное с длинными боковыми отростками; нижний клюв «V»-образный; срединная часть верхней губы голая: папиллы проксимальнее лапки края верхней губы: задняя губа окаймлена одним латеральным рядом маргинальных папилл.
Спина и бока тела тёмно-коричневые; брюшко прозрачно-кремовое с рассеянным пигментом спереди: хвостовая мускулатура кремовая с тёмно-коричневым пятном; 13 пятен проксимально; плавники полупрозрачные с разбросанными пятнами с тёмно-коричневыми пятнами на проксимальной части спинного плавника.